# Öjevind Lång
Öjevind Lång, född 8 juni 1948 i Lund, död 8 augusti 2011 i Lund, var en svensk författare, poet och översättare. Han var son till Helmer Lång och Rut Forsblom samt halvbror till Irmelin Sandman Lilius och Heddi Böckman.
Öjevind Lång växte upp vid Clemenstorget i Lund i en litterärt bildad familj. Fadern disputerade 1966 i litteraturhistoria på Kolingen och hans fäder. I folkskolan startade Öjevind Lång skoltidningen Stinky tillsammans med Staffan Jacobson och Peter Lundberg. Stinky var inspirerad av Lasse O'Månssons svenska MAD, Frank Heller, Främlingslegionen och diverse science fiction.
Lång blev fil. kand. vid Lunds universitet. Han debuterade med romanen Elefanterna på Norstedts 1969. Därefter kom romanerna Själens ghetton, Kapten Dynamit och Resa till Ekbatana samt avslutningsvis diktsamlingen Trädsång.

Lång var senare verksam som mycket produktiv översättare av främst engelsk skönlitteratur och facklitteratur, dessutom var han en eminent Tolkien-expert.